# División Panzer

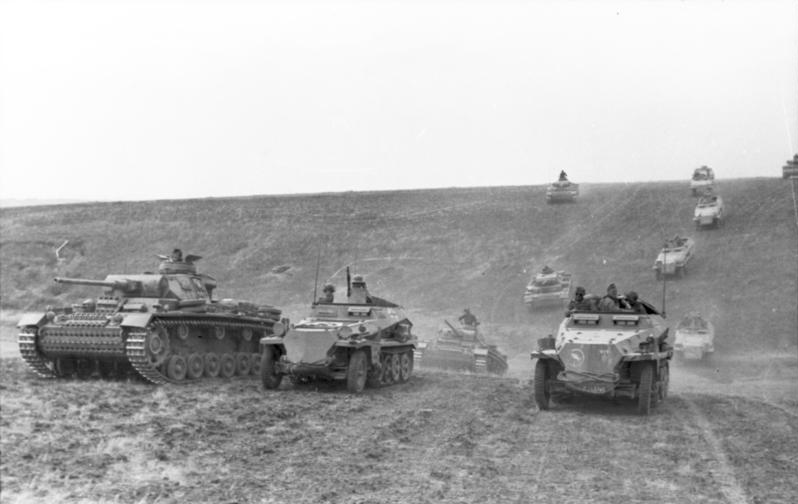
Panzer III y semiorugas SdKfz 250 y SdKfz 251 de la 24.ª División Panzer durante la operación Blau en la URSS en 1942.

Una división panzer (en alemán, Panzerdivision) es una división militar acorazada de combate de la Bundeswehr, y anteriormente de la Wehrmacht. 
Las divisiones panzer son formaciones de armas combinadas teniendo como componentes orgánicos tanto a los blindados como a la infantería, así como artillería, cañones antiaéreos, transmisiones, etc. que son comunes en la mayor parte de las divisiones militares de la era industrial. Sin embargo, las proporciones de los componentes de una división panzer han cambiado con el transcurso del tiempo.

## Desarrollo del concepto
Los primeros intentos de formaciones principalmente de carros de combate se dieron en la Primera Guerra Mundial, en el lado aliado. Los carros de combate fueron agrupados en compañías o batallones independientes, y utilizados en ofensivas de ruptura de las líneas de los frentes de guerra. Sirvan de ejemplos las batallas de Cambray en 1917 y Amiens en 1918. Al final de la guerra, las primeras formaciones de tanques fueron agrupadas en tamaños semejantes al de una brigada. En el período de entreguerras, la integración comenzó en muchos países con la formación de unidades mecanizadas y blindadas de lo que alguna vez fueron divisiones de caballería, las cuales finalmente se convirtieron en divisiones acorazadas y divisiones mecanizadas.

## Las divisiones panzer en la Segunda Guerra Mundial

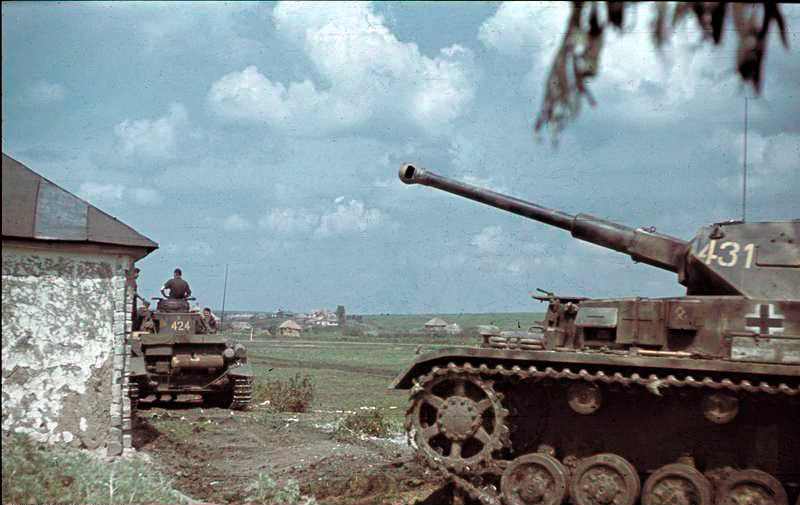
Panzer IV de la 14.ª División Panzer en el sur de Rusia durante el verano de 1942.

Las divisiones panzer (panzer en alemán es alusivo al carro blindado) alemanas fueron los bloques principales del éxito alemán en las operaciones relámpago en los primeros años de la guerra. Fueron organizadas de forma que pudieran operar de un modo relativamente independiente de otras unidades. Al contrario de la mayoría de los ejércitos de esa época, que organizaban sus carros de combate en «brigadas de tanques», las cuales siempre necesitaban apoyo de la infantería y la artillería, las divisiones panzer tenían sus propias unidades de apoyo dentro de sí mismas, lo cual llevó a un cambio automático en la doctrina militar: en lugar de ver a los carros de combate como unidades de apoyo para las operaciones de otras unidades, los tanques se convirtieron en el principal foco de atención, con otras unidades dándoles apoyo a ellos.
La cantidad de tanques era comparativamente pequeña, pero el resto de las unidades dentro de la división panzer estaban motorizadas (camiones, vehículos semioruga, vehículos especializados de combate) para igualarse con la velocidad de los tanques. Estas divisiones normalmente consistían en un regimiento de tanques, dos regimientos de infantería motorizada (incluidos un batallón mecanizado), un regimiento de artillería autopropulsada y varios batallones de apoyo (reconocimiento, anticarros, antiaéreos, ingenieros, etc).
En la campaña de Francia de 1940 la estructura estándar de una División Panzer era la siguiente:

| División Panzer Cuartel General Sección de Cornetas Batallón de Abstecimientos Administración | |
| - Brigada Panzer (Blindada) - Brigada de Infantería - Regimiento de Artillería                | - Batallón Contracarro (C/C) - Batallón de Reconocimiento Blindado - Batallón Antiaéreo (AA) - Batallón de Transmisiones - Batallón de Ingenieros |

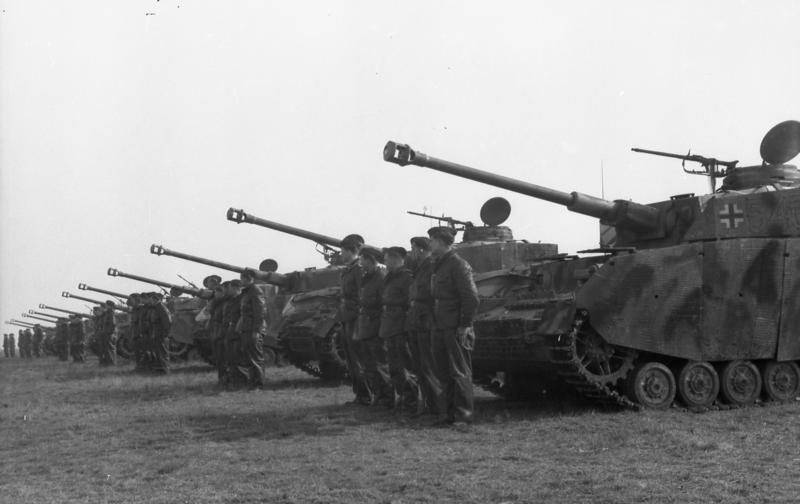
12.ª SS División Panzer Hitlerjugend en marzo de 1944.

Las divisiones acorazadas del Heer consistían en un regimiento panzer, dos regimientos de granaderos panzer, un regimiento de artillería motorizada, un batallón de anticarros organizado en tres compañías anticarros con ocho cañones de 37 mm y tres de 50 mm, y una batería antiaérea, la cual incluía el uso de tanto de cañones automáticos de 20 mm sobre afustes simples como cuádruples. También contaban con otros cinco batallones de combate y apoyo de combate: un batallón de infantería motorizado, un batallón de reconocimiento, un batallón de ingenieros, un batallón de transmisiones y un batallón de reemplazo de campaña. En total, la división comprendía a un personal de 16.000 militares y estaba equipada con panzers, cuya cantidad iba de 135 a 209, 25 vehículos blindados y 192 cañones, incluidos 53 cañones anticarro.
Tanto el Heer como las Waffen-SS incluían divisiones panzer dentro de su estructura. Durante la batalla de Normandía de 1944 la estructura de la 12.ª SS-Panzer División Hitelrjugend era:
| División SS-Panzer Comandante de la División Estado Mayor Unidad de cartografía Unidad de señalización Unidad de escolta Policía Militar | |
| - Regimiento blindado (Panzer Regiment) - 1 er y 2 o Regimiento de Infantería blindada (Panzergrenadier Regiment) (cada uno) - Regimiento de Artillería blindada (Panzer Artillerie Regiment) - Batallón cazacarros (Panzerjäger Abteilung) - Batallón blindado de reconocimiento (Panzer Aufklärungs Abteilung) - Batallón de morteros (Werfer Abteilung) - Batallón antiaéreo (Flak Abteilung) | - Batallón blindado de Ingenieros (Panzer Pioniere Abteilung) - Batallón blindado de señalización (Panzer Nachrichten Abteilung) - Batallón blindado de mantenimiento (Panzer Instandsetzungsabteilung) - Intendencia de la División (Quartiermeister) - Tropas de suministros (Division Nachschubtruppe) - Batallón de quehaceres domésticos (Wirtschafts Bataillon) |

Hay que señalar que las Divisiones Panzer de las Waffen-SS, a diferencia de las del Ejército de Tierra, contaban dos regimientos de Infantería blindada (Panzergrenadier). También hay que destacar que no había dos unidades de las Waffen-SS idénticas, pero la composición que se muestra es bastante típica.
Surgió un mito en los años de posguerra que decía que las divisiones SS recibieron más panzers que sus contrapartes del Heer. Investigaciones recientes han mostrado que esta afirmación es falsa, ya que ambos tipos de unidades recibieron la misma cantidad de equipo. 
Como tanto el Heer como las Waffen-SS utilizaban su propio sistema ordinal, había números duplicados (por ejemplo: existieron tanto la «9.ª División Panzer» como la «9.ª División Panzer SS»), lo cual ocasionalmente llevó a la confusión entre sus oponentes.
Mientras la guerra avanzaba, las pérdidas en batalla eran reemplazadas con la formación de nuevas divisiones. Esto llevó a una situación en la que la mayor parte de las divisiones panzer no eran ni la sombra de lo que eran en la primera mitad de la guerra.

## Dotación de carros de combate de las divisiones panzer
La fuerza de tanques de las divisiones panzer varió a lo largo de la guerra. Las pérdidas en batalla, la formación de nuevas unidades, los refuerzos y el equipo enemigo capturado, todo esto lleva a desconocer la cantidad de equipo en cada unidad. La siguiente tabla resume la fuerza de cada división cuando fue conocida esa información, aunque hay que señalar un matiz: a comienzos de la guerra, la mayoría de los tanques alemanes eran del tipo Panzer I y Panzer II, vehículos pobremente armados y acorazados.
| Unidad | Carros de combate en el 1 de septiembre de 1939 (Invasión de Polonia) | Carros de combate en el 22 de junio de 1941 (Invasión de la URSS) |
| --- | --------------------------------------------------------------------- | ----------------------------------------------------------------- |
| 1.ª División Panzer | 309                                                                   | 145                                                               |
| 2.ª División Panzer | 322                                                                   | N/Aa                                                              |
| 3.ª División Panzer | 391                                                                   | 215                                                               |
| 4.ª División Panzer | 341                                                                   | 166                                                               |
| 5.ª División Panzer | 335                                                                   | N/Ab                                                              |
| 6.ª División Panzer |                                                                       |                                                                   |
| 7.ª División Panzer |                                                                       |                                                                   |
| 8.ª División Panzer |                                                                       |                                                                   |
| 9.ª División Panzer |                                                                       |                                                                   |
| 10.ª División Panzer | 150                                                                   | 182                                                               |
| División Panzer Kempf | 164                                                                   | N/Ae                                                              |
| 1.ª División Ligera / 6.ª División Panzer | 226                                                                   | 245d                                                              |
| 2.ª División Ligera / 7.ª División Panzer | 85                                                                    | 265d                                                              |
| 3.ª División Ligera / 8.ª División Panzer | 80                                                                    | 212d                                                              |
| 4.ª División Ligera / 9.ª División Panzer | 62                                                                    | 143d                                                              |
| 25º Regimiento Panzer | 225                                                                   | N/Ae                                                              |
| 11.ª División Panzer | N/Ac                                                                  | 143                                                               |
| 12.ª División Panzer | N/Ac                                                                  | 293                                                               |
| 13.ª División Panzer | N/Ac                                                                  | 149                                                               |
| 14.ª División Panzer | N/Ac                                                                  | 147                                                               |
| 15.ª División Panzer | N/A                                                                   | N/A                                                               |
| 16.ª División Panzer | N/Ac                                                                  | 146                                                               |
| 17.ª División Panzer | N/Ac                                                                  | 202                                                               |
| 18.ª División Panzer | N/Ac                                                                  | 218                                                               |
| 19.ª División Panzer | N/Ac                                                                  | 228                                                               |
| 20.ª División Panzer | N/Ac                                                                  | 229                                                               |
| 5.ª División Ligera / 21.ª División Panzer | N/Af                                                                  | N/Ag                                                              |
| a No participó en la Operación Barbarroja, los barcos de transporte se hundieron mientras transportaba a la división (1941). b Llegó al Frente Oriental después de la Operación Barbarroja. c Formada después de la Campaña de Polonia. d Renombrada después de la Campaña de Polonia. e Fusionada en otras divisiones después de la Campaña de Polonia. f Constituida a comienzos de 1941. g No participó en la Operación Barbarroja. |                                                                       |                                                                   |

## Biografía
- Windrow, Martín (1973) [1972]. Men-at-arms: The Panzer Divisions (First U.S. Edition edición). New York: Osprey Publishing Ltd. ISBN 0-88254-165-X.
- Davies, W.J.K. (1977) [1973]. German Army Handbook 1939–1945 (Second U.S. Edition edición). New York: Arco Publishing. ISBN 0-668-04291-5.
- Guderian, Heinz (2001) [1952]. Panzer Leader (Da Capo Press Reissue edition edición). New York: Da Capo Press. ISBN 0-306-81101-4.
- von Mellenthin, Major General F. W. (1956). Panzer Battles: A Study of the Employment of Armor in the Second World War (First Ballantine Books Edition edición). New York: Ballantine Books. ISBN 0-345-24440-0.
- Parada, George (2004). "Panzer Divisions 1940–1945".